# Glossocratus indicus
Glossocratus indicus är en insektsart som beskrevs av Dash och Chandrasekhara A. Viraktamath 1997. Glossocratus indicus ingår i släktet Glossocratus och familjen dvärgstritar. Inga underarter finns listade i Catalogue of Life.